# Бузок юннаньський
Бузок юннаньський (Syringa yunnanensis) — рослина роду бузок родини маслинових (Oleaceae).

## Поширення
Поширені в Європі і Сполучених Штатах та материковому Китаї у провінціях Юньнань, Сичуань, Тибетський автономний район та ін. місцях. Зростає на висоті від 2000 м до 3900 м, багато росте в підліску, канавах, в заростях на схилах та річках.